# Skidegate
Skidegate (HlG̲aagilda en haïda du Sud) est une municipalité située dans la province de la Colombie-Britannique, dans les îles de Haïda Gwaïi.